# Canal de contrôle des inondations

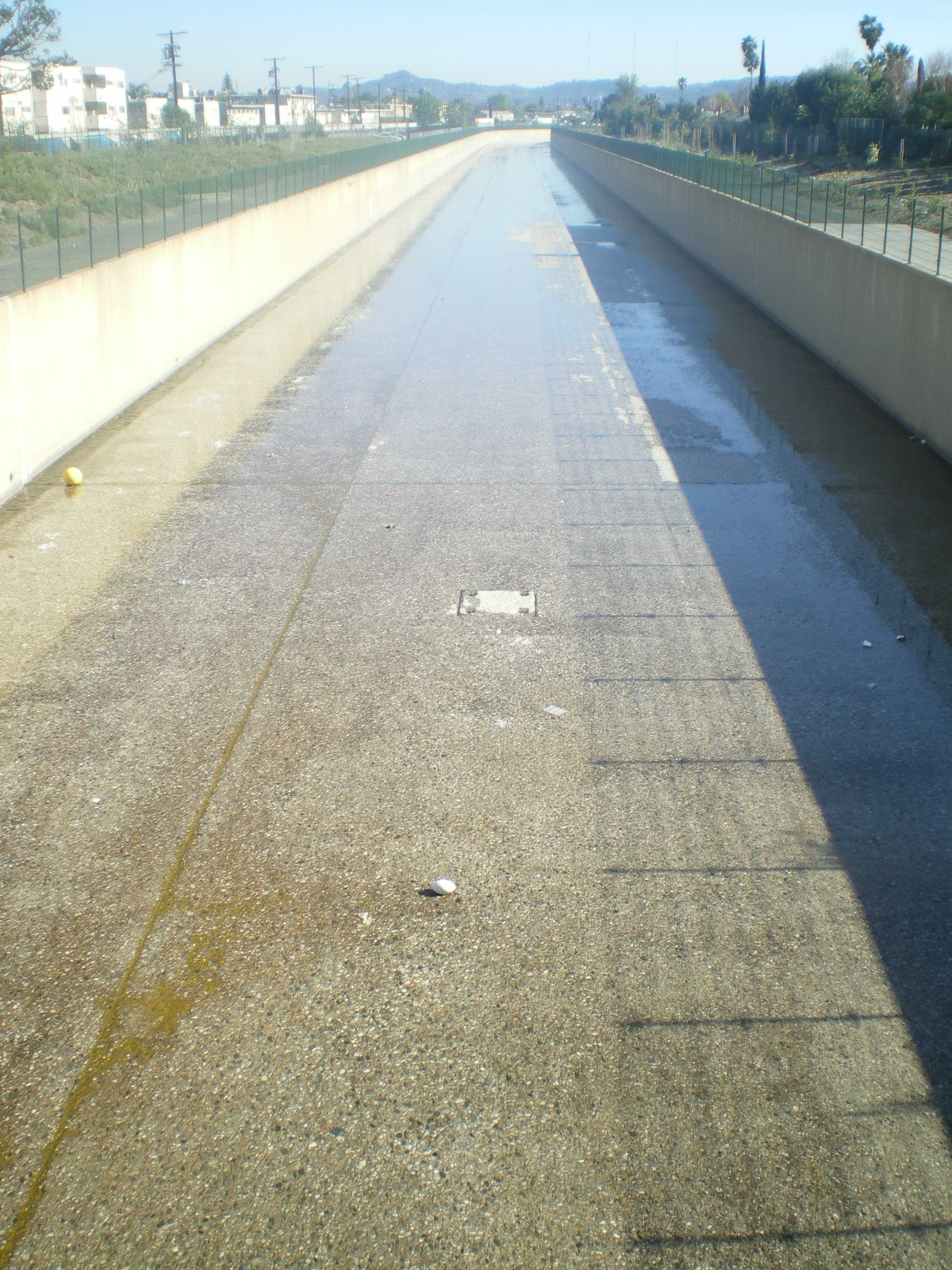
Le Tujunga Wash dans la vallée orientale de San Fernando (Californie) est un exemple d'un canal de contrôle des inondations en béton.

Les canaux de contrôle des inondations (en anglais Flood control channel) sont de grands bassins vides qui permettent à l'eau de s'écouler (sauf en cas d'inondation) ou des canaux secs qui descendent dans certaines grandes villes, de sorte que si (et quand) une inondation survient, l'eau coule dans ces canaux et est éventuellement drainée dans une rivière ou un autre plan d'eau. Des chenaux d'inondation sont parfois construits sur les anciens cours d'eau afin de réduire les inondations.
Les canaux de contrôle des inondations ne doivent pas être confondus avec les cours d'eau qui sont simplement confinés entre les digues. Ces structures peuvent être entièrement réalisées en béton, avec des bords en béton et un fond apparent, avec des côtés en enrochement et un fond exposé, ou entièrement non doublés. Ils contiennent souvent des seuils de contrôle de qualité  ou des seuils pour prévenir l'érosion et maintenir un niveau de lit en pente.
Par définition, les canaux de contrôle des inondations vont de la taille d'une gouttière à quelques centaines ou même quelques milliers de pieds de large dans de rares cas. Les canaux de contrôle des inondations se trouvent dans les régions les plus développées du monde. Une ville comportant beaucoup de ces canaux est Los Angeles, car ils sont devenus obligatoires avec le Loi de 1941 sur la lutte contre les inondations (en) établi dans le sillage du Inondations de Los Angeles en 1938 (en).